# はつゆき型護衛艦
はつゆき型護衛艦（はつゆきがたごえいかん、英語: Hatsuyuki-class destroyer）は、海上自衛隊の護衛艦の艦級。8艦8機体制のワークホースたる汎用護衛艦（DD）の第1世代として、昭和52年度から昭和57年度で12隻が建造された。建造単価は約300億円（昭和52年度）。

## 概要
日本では初となるオール・ガスタービン機関（COGOG）を採用し、ヘリコプターやC4Iシステム、各種ミサイルなどの兵装をバランスよく搭載するなど、当時の欧米のフリゲートと比較しても遜色のない護衛艦として評価されている。
8艦8機体制時代の第1世代汎用護衛艦として12隻が建造され、護衛艦隊を長く支えた。後期建造艦のうち3隻は延命改修を受けたが、最後まで残った「まつゆき」も2021年4月7日をもって除籍され、はつゆき型は約40年間にも及ぶ護衛艦としての運用を終えた。
なお練習艦への艦種変更も多く、最も多いときには3隻が練習艦隊において運用されてきたが（しまゆき型練習艦）、こちらも老朽化とはたかぜ型護衛艦の練習艦化に伴い、最後まで練習艦として残った「せとゆき」が2021年12月24日に除籍となり本型の運用は終了した。

## 来歴
第4次防衛力整備計画（4次防）を終えた昭和52年度計画において、海上自衛隊は次代を担う新型護衛艦の整備に迫られた。当時としては、草創期に建造したはるかぜ型（28DD）、あやなみ型（30〜33DDK）、むらさめ型（31/32DDA）などの退役が間近に迫っており、これらの代艦が必要となっていた。
4次防以前の海上自衛隊においては、8艦6機体制のコンセプトのもとで、多目的護衛艦（DDA）と対潜護衛艦（DDK）の2系列の護衛艦を整備していた。しかし情勢変化を受けた研究により、新たに8艦8機体制（いわゆる新八八艦隊）コンセプトが採択され、これに基づき、本型ではDDAとDDKを統合する充実した装備が求められることとなった。
海上自衛隊では、4次防の時点で、戦術情報処理装置と艦対艦ミサイルを搭載した3,600トン型DDA、ガスタービン主機と戦術情報処理装置と短SAMを搭載した2,500トン型DDKを計画していたものの、オイルショックの影響により前者は計画中止、後者も従来通りのあおくも型（やまぐも型後期型）の最終艦「ゆうぐも」に設計修正して建造されることとなった。本型はこれらの装備を兼ね備え、新八八艦隊の基幹兵力を構成するものとして計画されることとなった。

## 設計
設計面では、充実した装備と艦型の縮小の両立、オール・ガスタービン推進方式の導入など、多くの新機軸が盛り込まれた。基本計画番号はE109。

### 船体
従来、やまぐも型（37DDK）以降の護衛艦においては、ソナーの装備要領の関係から大型のバウ・ドームが設置され、これに伴って主錨1個を艦首に格納し、補用として一回り小型の左錨を左舷側に格納する方式としていた。これに対して、本型のソナーはハル・ドームとされたため、艦首両舷に同じサイズの主錨を格納するオーソドックスなデザインに戻った。このため、やまぐも型などのバウ・ドーム設置艦から転属した乗員には戸惑う者も多かった。
船型としては、いすず型（34DE）以来の遮浪甲板型を基本としつつ、ヘリコプター甲板とミサイル発射機の位置関係や重心降下策の都合から、船体最後部の7.5メートルを甲板1層分下げた長船首楼型が採用された。この結果、後部甲板は三段形式となり、かなり変わったラインとなっている。後甲板と艦内の第2甲板との連接部の通路は、ドアを2重構造として海水の艦内侵入を防止する構造としたものの、実際にはあまり効果がなく、荒天ともなれば常に濡れている床面は乗員を悩ませた。また特に後甲板は波に洗われることが多く、係留装置などの装備品の流失防止や、海水による腐食防止などに悩まされることになった。
水線下の船型はおおむね「あまつかぜ」（35DDG）と類似している。対潜戦のパッシブ戦への移行に対応し、水中放射雑音を遮蔽するため、3番艦以降では船体にマスカー、プロペラにプレーリーが装備され、マスカーは後に1・2番艦にもバックフィットされた。ただしこのシステムの作動に必要な圧縮空気をコンプレッサーで発生させる方式としたため、このコンプレッサーの雑音のせいでトータルの雑音が低減されないという問題が生じた。
前期建造艦においては、大綱に定められた単年度会計における単艦の建造費の圧縮の必要性から、排水量低減のため、艦橋構造やマスト、煙突や格納庫など上部構造物の相当部分にアルミニウム合金が使用されている。ただしアルミ合金は熱伝導率が高く、日射熱による電子機器への悪影響が指摘されたほか、1975年の米巡洋艦「ベルナップ」の衝突事故の教訓もあり、昭和56年度計画の8番艦「やまゆき」(56DD)からはアルミ合金の使用は中止され、船体構造はすべて鋼製とされた。これに伴う重心降下策として、船底に相当量のバラストが設置されたこともあり、同艦以降では基準排水量は100トンの増加を見ている。
また航空機の搭載に伴いフィンスタビライザーも搭載されているほか、洋上補給においてドライカーゴを受給するためのスライディング・パッドアイなど、艤装品にも多くの新装備が導入された。フィンスタビライザーは、当初はイギリスのヴォスパー社製のものだったが、「やまゆき」搭載分より、三菱重工業でのライセンス生産に移行した。
搭載艇は、DDとして初めてカッターを廃止し、格納庫両舷の重力式ダビットに7.9メートル内火艇2隻を搭載した。

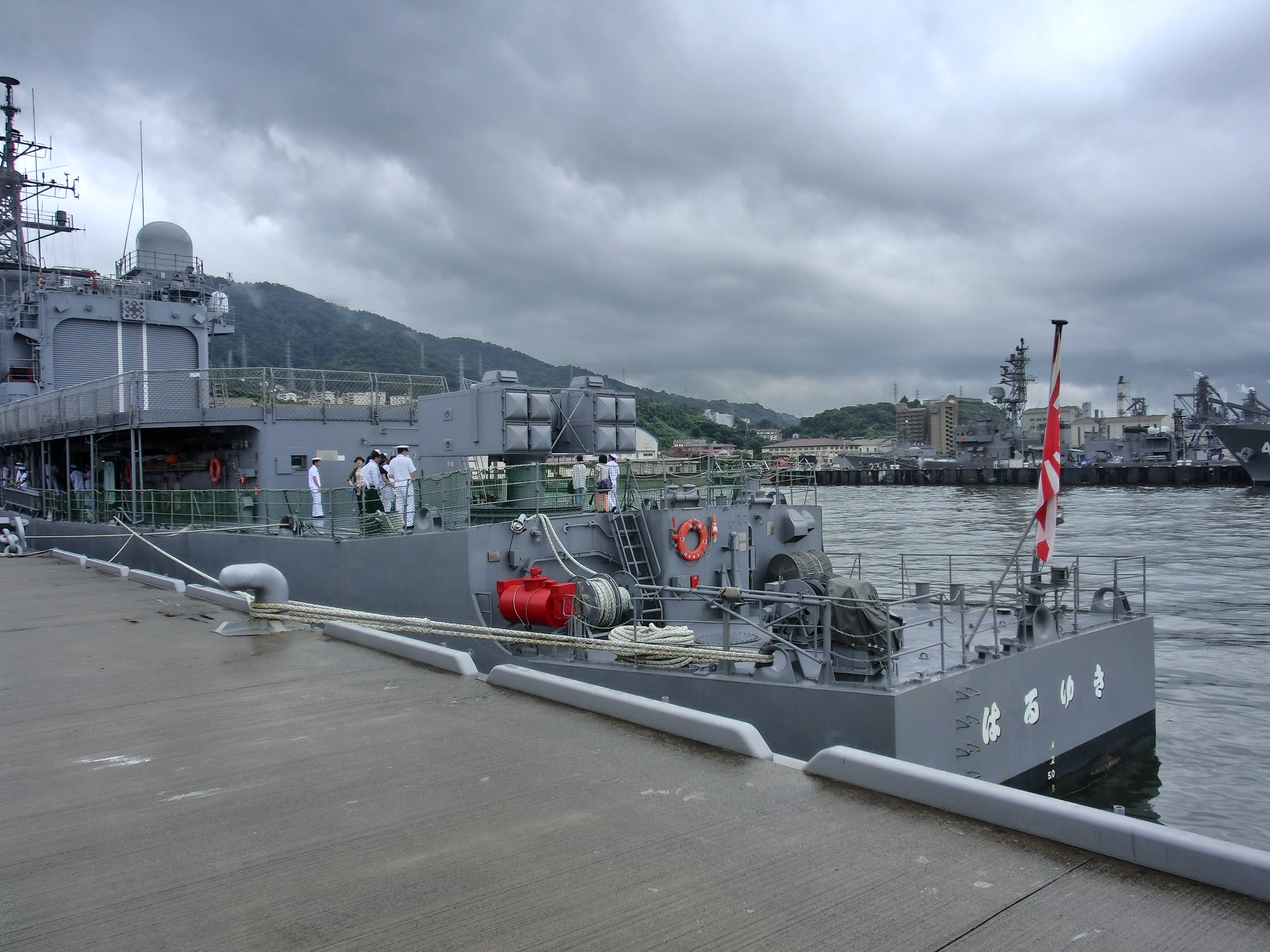
三段形式の特徴的な後部甲板
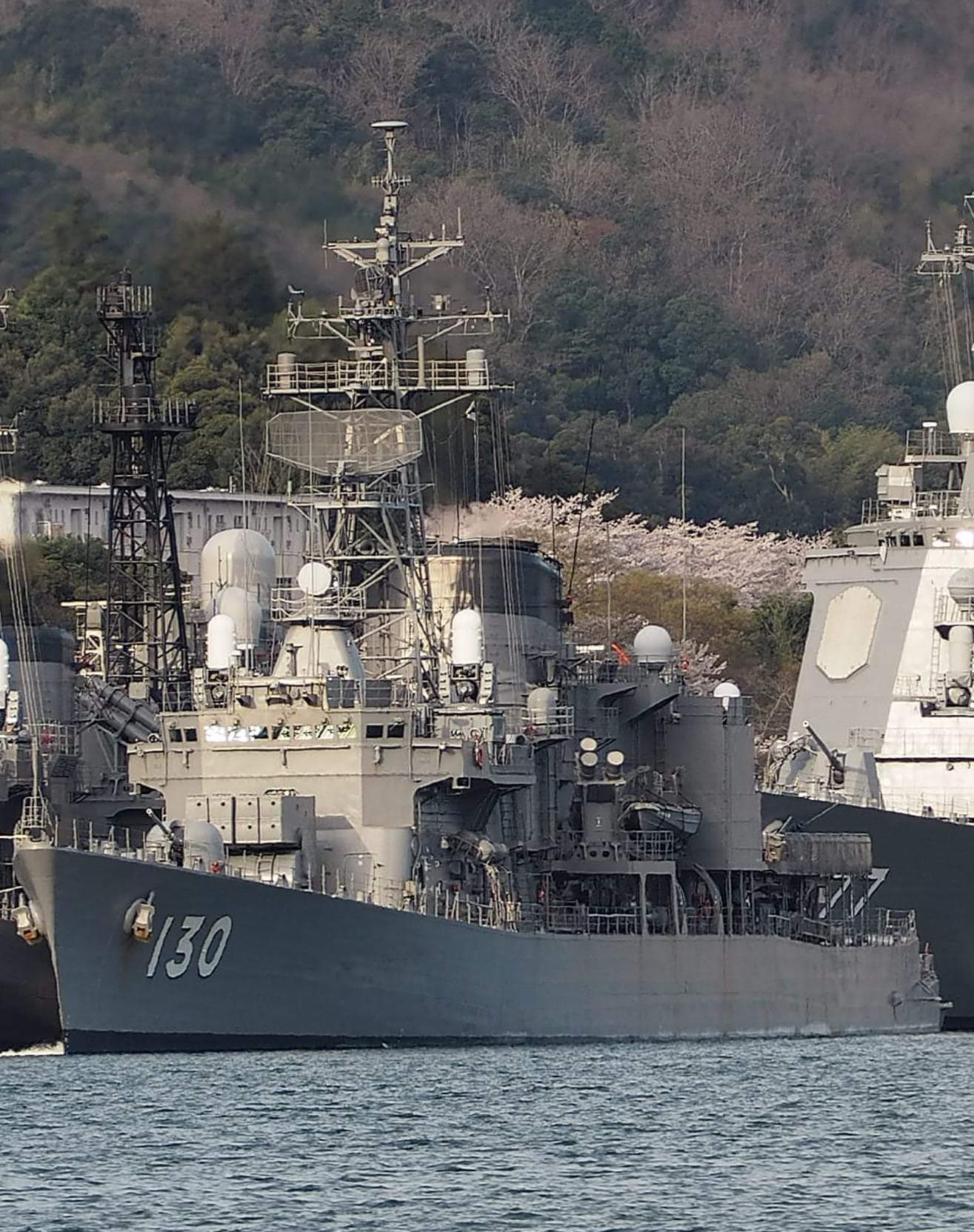
上甲板は独特なシアーラインを持つ

### 機関
本型の最大の特徴は、海上自衛隊初のオール・ガスタービン推進方式の採用にある。軽量で瞬発性・整備性に優れた航空機転用型ガスタービンの搭載は1970年代後半当時、すでに列国の趨勢となっていた。護衛艦へのガスタービン採用は、これもまた「いしかり」と軌を一にしたものだったが、同艦はディーゼルエンジンと組み合わせたCODOG方式であり、オール・ガスタービンの採用は本型が自衛艦として初めてである。
本型では高速用のロールス・ロイス社製オリンパスTM3Bと巡航用のタインRM1Cの2種を組み合わせたCOGOG方式を採った。これは、イギリスの42型駆逐艦に範を取ったものであり、エンジン構成もこれに準じたものとなっている。なお、イギリス海軍においては、21型フリゲートで採用されたCOGOG構成を42型駆逐艦、さらには22型フリゲートのバッチ2に至るまで採用し続けており、本型の機関はこの系譜の傍流と言えるものである。ただしこの結果、最大速力は30ノットに妥協せざるをえなかった。これは、前任のあやなみ型の32ノットよりも遅く、8艦8機体制での護衛隊群の運用上、許容しうる最低限の速力であった。また巡航速度も、22ノットが目標とされていたものの、実際には各艦とも巡航機全力で20ノット程度であり、不安が残るものであった。またCOGOG機関の宿命として、特に対潜戦の場合、巡航用のタインのままで会敵すると敵艦や僚艦に遅れをとる恐れがある一方、高速用のオリンパスへの切替えが早過ぎると、機関科員に無駄ばたらきを強いるうえに燃料も無駄になることが艦長のジレンマとなっていた。
推進器は5翼・3.9メートル径の可変ピッチ・プロペラ（CPP）で、水中放射雑音低減のため、後期艦ではスキュー翼が採用されている。速度制御は、低速時においては主機の回転数を100rpmで固定して、翼角制御により行ない、14ノット以上においては翼角は最大として、主機の回転数により行なう。巡航機（RM1C）から高速機（TM3B）への切り替え点は回転数160rpm、速度24ノットであり、全力時の回転数は260rpmである。可変ピッチ・プロペラの採用により、従来の蒸気タービン艦やディーゼル艦よりも遥かに自由に速力を変更できるようになったことから、「微速」の下に「最微速」という速力区分が新設され、これはガスタービン艦のみの特徴となった。ただしピッチ変更時の雑音が想像以上に大きく、対潜戦上の支障となった。
従来の蒸気タービン艦やCODAD艦では、被弾時の抗堪性向上のため、両舷の機関を前後にずらして配置するシフト配置が行なわれていたが、スペースの制約から、本型では両舷に並べて配置するパラレル配置とされており、前部の第1機関室にオリンパス、中部の第2機関室に減速装置、後部の第3機関室にタインを各2基、それぞれ両舷に配置している。
なお電源としては、ガスタービン主発電機（1,000 kW）1基、ディーゼル主発電機（600 kW）2基、ディーゼル非常発電機（300 kW）1基が搭載され、主発電機の合計出力2,200 kWを確保した。ガスタービン主発電機は第1機関室、ディーゼル主発電機は第3機関室、ディーゼル非常発電機は後部発電機室に設置されている。ガスタービン主発電機の原動機は、川崎重工業が自社開発したM1A-02ガスタービンエンジンであった。

## 装備
本型では、多用途護衛艦（DDA）と対潜護衛艦（DDK）を統合するとともに、欧米列国の趨勢に匹敵しうる、対潜・対空・対水上のどの任務にも対応可能な戦闘艦として計画された。この要求を実現するため、本型は海上自衛隊のワークホースとして初めてセンサー・武器を戦術情報処理装置と連接し、戦闘システムを構築したシステム艦とされており、極めてエポックメイキングな艦である。戦闘システムの構成は、その後たかなみ型（10〜13DD）に至るまで基本的に変化せず、その原型となった。

### C4I

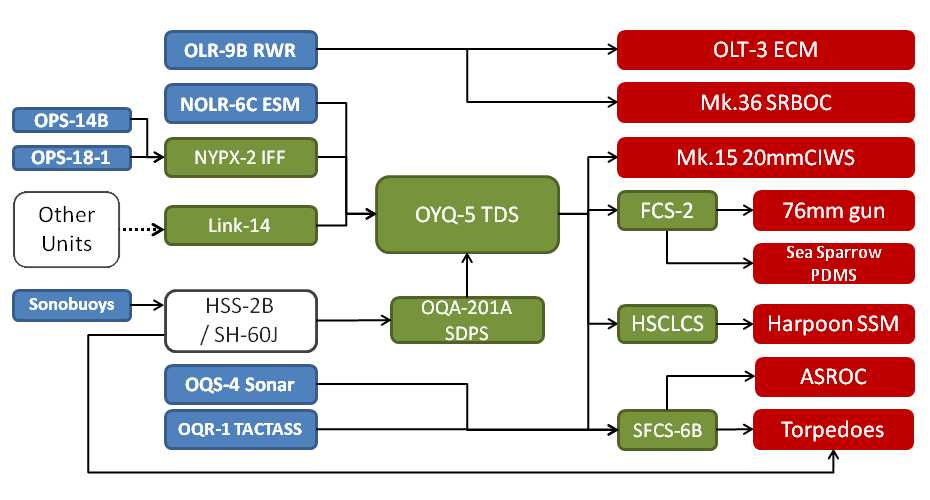
本型の戦闘システムの概略図。

戦闘システムの中核となる戦術情報処理装置としては、シースパローIBPDMSの全能発揮による対空戦機能充実を図り、国産のOYQ-5 TDS（Target Designation System）が搭載された。当初は、しらね型（50DDH）のTDS-2をもとにした、武器管制機能しかもたない純粋な目標指示装置 (TDS) とされる予定であったが、対艦ミサイル脅威の深刻化を受けて、たちかぜ型（46DDG）の目標指示装置 (WES) に準じたものとして機能を充実させたものである。
既存の訓練・教育および機材整備体系との整合性の観点から、ハードウェアはDDGやDDHに搭載されていた装置と共通化されており、電子計算機としてはTDS-2と同じくAN/UYK-20を1基、またTDSコンソールとしてはOJ-194/UYA-4を4基用いていた。一方、ソフトウェアはすべて国産とされており、三菱電機が海自プログラム業務隊との連携下に開発した。
本機はセンサー情報をもとに目標の脅威評価を行ない、シースパローIBPDMSおよび76mm単装速射砲による適切な武器の指向をリコメンドする（すなわちTEWA機能を備えた）システムであり、性能的にはミサイル護衛艦向けのWESにおおむね匹敵するものとされている。WESやTDPSと比してコンパクトで、DDに求められる最小限の機能を保有していた。しかし電子計算機の性能上、将来発展余裕に乏しく、プログラムの柔軟性発揮が難しかった。また特に、コストや電力所要の制約上、標準的な戦術データ・リンクであったリンク 11を搭載できず、本来はラジオテレタイプ（RTTY）での受信用であるリンク 14を通じて受信した情報を入力するという変則的な方式を採用しているが、これは艦隊の情報共有に参加できないという点で、戦力の大きな減殺となった。
なお、これらが設置される戦闘指揮所（CIC）は、抗堪性を考慮して、護衛艦として初めて主船体内の第2甲板に設置されている。従来は艦橋との交通を重視して、その後部の上部構造物内に設けていたが、対艦ミサイルを被弾した際に、その命中位置が上部構造物になる可能性が高いと見積もられたことから、艦橋での戦闘指揮の補佐は次席指揮官にゆだねて、艦長は船体内のCICで指揮を執ることとされたものである。

### 対空戦
対空レーダーとしては、ちくご型（42DE）で装備化されたOPS-14Bが採用された。これは予算などの制約、およびシースパローIBPDMSの性能を考慮した選定であり、その性能・安定性は用兵者を満足させるものであったが、主隊から分派されての単独行動時の対空警戒能力には不安が残った。
対空兵器としては、前甲板に62口径76mm単装速射砲（76mmコンパット砲）、艦尾甲板にシースパロー短SAMの発射機を備えるものとして計画された。これは欧米主要国海軍の同級艦に準じた配置であったが、従来の海自護衛艦では全艦が砲熕（ほうこう）兵器の複数装備を行っており、砲熕兵器1門のみの装備は前例がないものであった。その後、対艦ミサイル防御（ASMD）の要請増大に応えて、54年度計画の3番艦「みねゆき」より、高性能20mm機関砲（CIWS Mk.15 mod.2; ファランクス ブロック0）が追加で搭載されるようになり、それ以前の建造艦にも順次にバックフィットされた。
シースパロー短SAMのシステムとしては、先行して搭載したしらね型（50/52DDH）がBPDMS（短SAMシステム1型）を採用していたのに対し、本型では新型のIBPDMS（短SAMシステム2型）を採用している。射撃指揮装置は国産化され、1・2番艦ではFCS-2-12、3～9番艦（54～56DD）ではFCS-2-12A、10～12番艦（57DD）ではFCS-2-12Cとされた。またミサイル発射機も即応性を向上させ小型化した機種とされ、1～5番艦（52～54DD）ではアメリカ製のMk.29、6～12番艦（55～57DD）ではイタリア製のアルバトロス用発射機をライセンス生産化したGMLS-3型が搭載された。ミサイルとしては、当初はE型(改)、F型が用いられていたが、後にF、M型に更新された。
また、76ミリ砲は、同年度計画で建造された「いしかり」（52DE）とともに初の導入であった。砲射撃指揮装置（GFCS）としては全艦でFCS-2-21Aが搭載された。

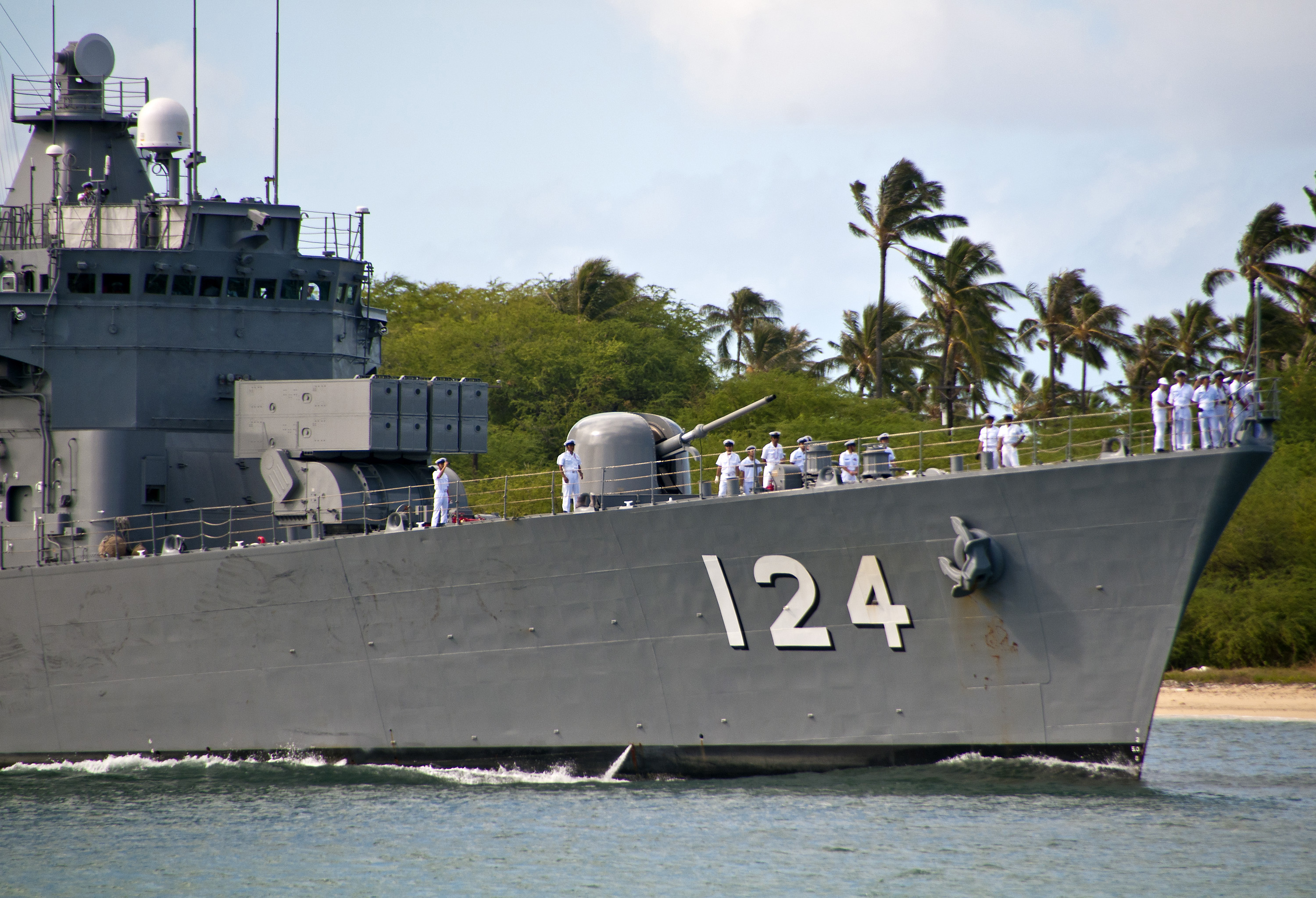
前甲板の76ミリ単装速射砲
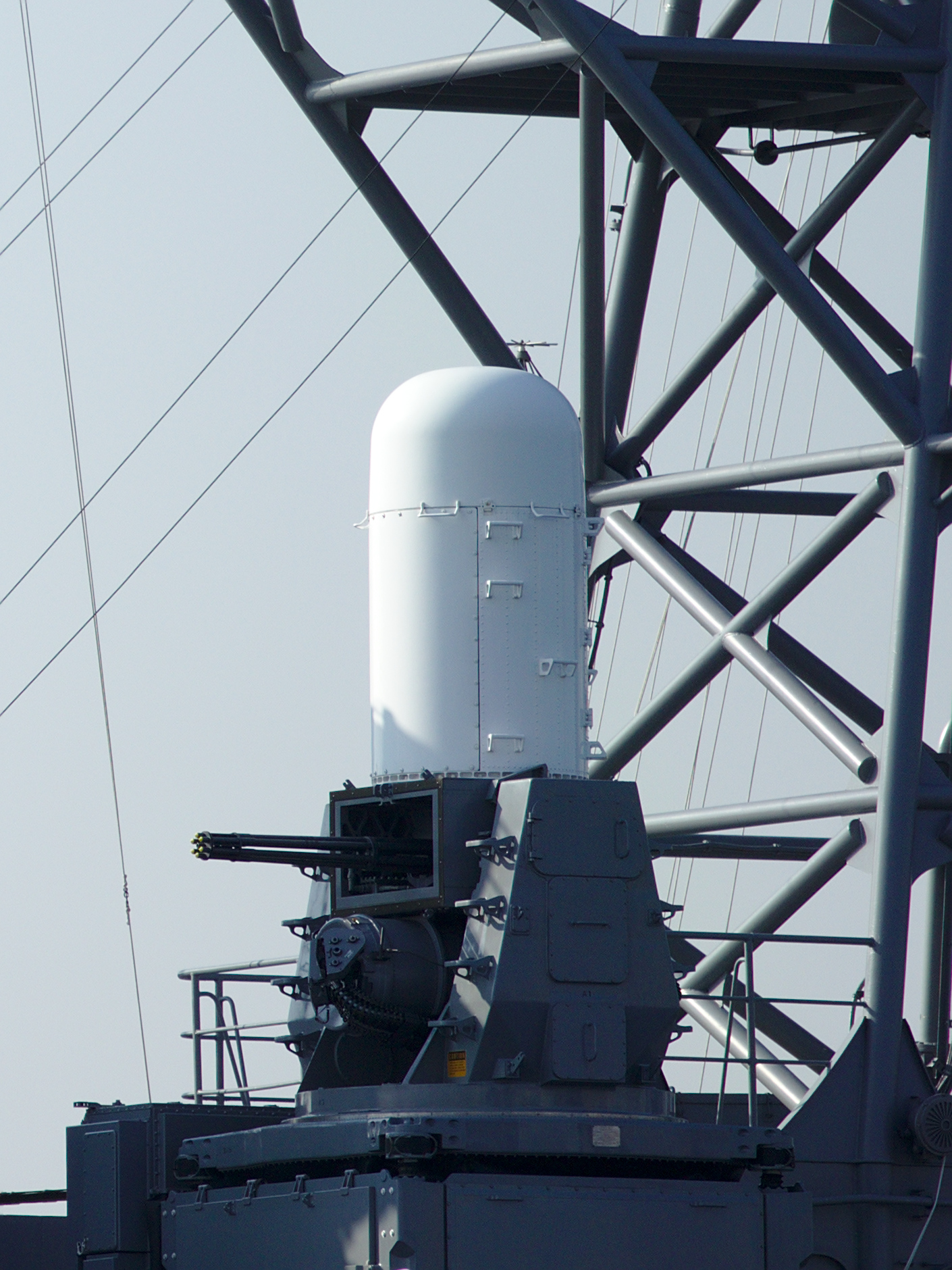
高性能20mm機関砲
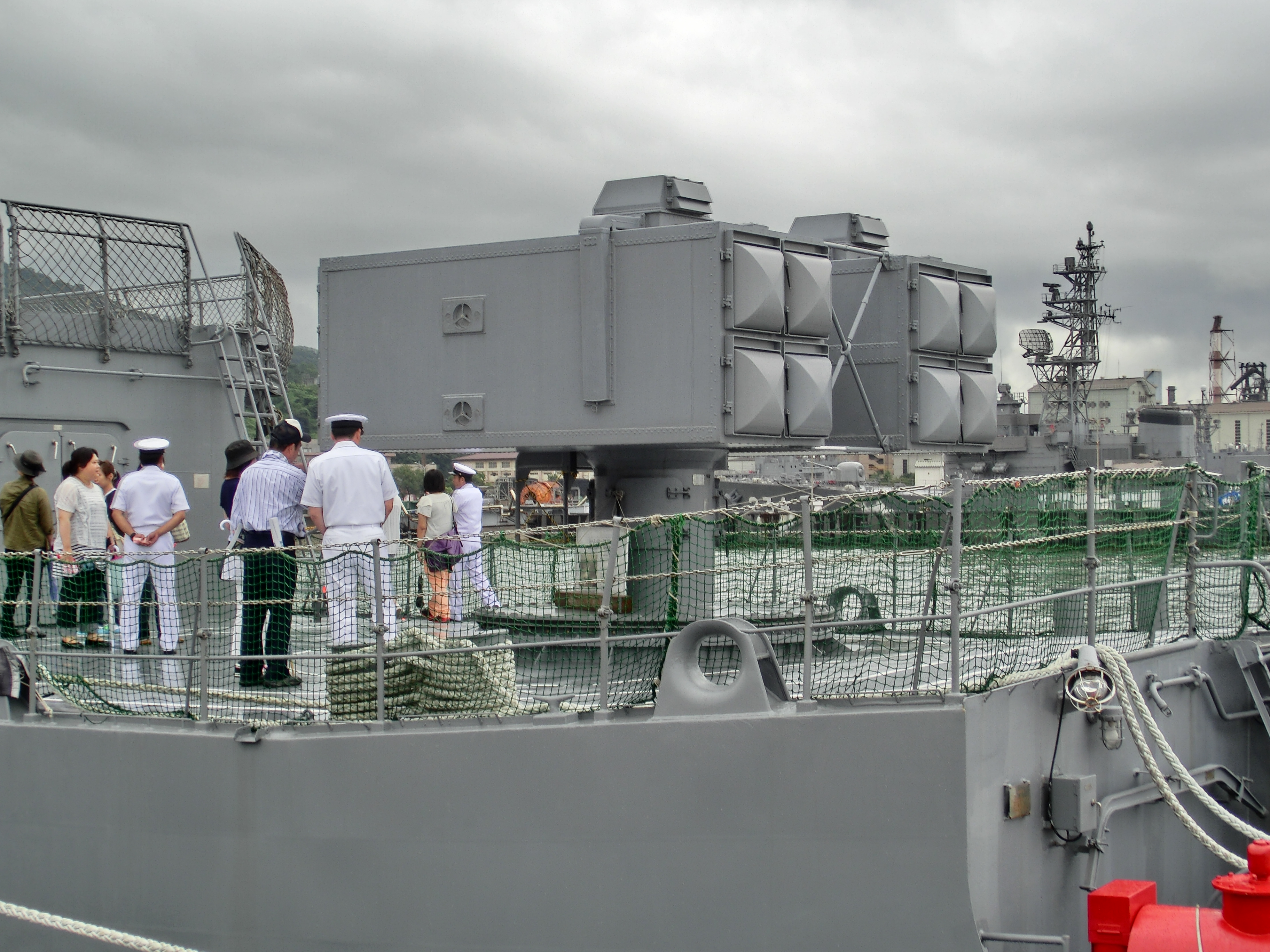
艦尾甲板のGMLS-3 8連装ミサイル発射機

### 対水上戦
本型の特徴の一つが、ハープーン艦対艦ミサイルによる長距離対水上打撃力を備えたことにある。これは、同じ52年度計画の護衛艦 (DE) 「いしかり」と同時に導入された新装備であり、護衛艦隊配備の護衛艦としては初の装備であった。ハープーンは4連装のMk.141発射筒2基に収容されて、艦中央部の煙突脇に搭載されており、SWG-1 HSCLCSによる射撃指揮を受ける。

### 対潜戦
本型では、対潜戦のパッシブ化が試みられており、艦の近くでは従来通りのアクティブ対潜戦、遠くでは国内開発の86式えい航式パッシブソーナーOQR-1（TACTASS）および哨戒ヘリコプター（HS）のソノブイによるパッシブ対潜戦を組み合わせて実施する計画とされた。
第2次防衛力整備計画以降の対潜護衛艦（DDK）・多用途護衛艦（DDA）では、AN/SQS-23や66式探信儀OQS-3といった低周波ソナーが採用されてきた。これはアスロックの最大射程を発揮しうる探知距離を備えており、護衛艦部隊で活用されていた。しかし低周波ゆえに長距離探知を期待しうる一方で、その裏返しとして分解能が低いこともあり、ソナー探知距離内に存在する潜水艦を探知できないままに攻撃を受ける、「スリップ」と称される戦術現象の恐れが指摘されるようになっていた。このことから、本型では、遠距離探知はパッシブ対潜戦に任せて、艦装備のソナーは、やや探知距離には劣るが分解能に優れたものとされることになった。当初は、アメリカ海軍のオリバー・ハザード・ペリー級ミサイルフリゲートで採用されたAN/SQS-56が検討されたものの、最終的には、75式探信儀 OQS-101の技術を応用して国産開発されたOQS-4が搭載されることになった。ただし本型では、装備形態がハル・ソナーとされたが、その際に装備位置が機関室直前とされたために雑音からの隔離が不十分であり、さらに送受波器の装備位置が航走時に生じる艦首波が砕ける位置とほぼ一致したために、ソナー性能の低下を招くことになった。TASSの開発が大幅に遅延し、後日装備とされた（1986年に制式化）こともあり、OQS-4で犠牲にされた遠距離探知性能の不足が顕在化することになった。TASSが後日装備されるまでは、哨戒ヘリコプターのソノブイが唯一のパッシブ戦センサとして用いられたが、その情報を受信・処理するソノブイ信号処理装置（SDPS）としては、しらね型（50DDH）と同じOQA-201が搭載された。また1992年から1995年にかけて、全艦にASWCSのバックフィットが行われた。
艦近傍でのアクティブ対潜戦のための対潜兵器としては、艦橋構造物直前にアスロック対潜ミサイルの8連装発射機（74式アスロックランチャー(B)、Mk.112(J)Mod.2Nとも）を、艦中部両舷に324mm3連装短魚雷発射管（68式）を設置した。アスロックランチャーについては、従来の護衛艦ではラマークレーンを介した方式であったのに対し、艦橋構造物下部の弾庫から直接次発装填する方式に改められている。ダメージコントロールの配慮として、弾庫が何らかの原因で爆発しても艦橋が破壊されないよう、艦橋の側面の壁には円形のブローアウト・ハッチが設置されている。また短魚雷発射管については、後期型3隻（57DD）では寒冷地対策および重心位置修正などの修正を施した水上発射管HOS-301(C)に変更したほか、後に全艦がMk.46魚雷に対応したHOS-301(D)仕様に更新した。
これらを指揮する水中攻撃指揮装置としては、前期型9隻（52～56DD）では、しらね型の搭載機を元にTDSとの連接をインター・コンピュータ化したSFCS-6A、後期型3隻（57DD）ではMk.46魚雷の発射管制機能が付与されたSFCS-6Bが搭載された。また前期型のSFCS-6Aについても、昭和60年度から平成6年度にかけて、Mk.46魚雷の発射管制機能を付与したSFCS-6A-1に改装された。
また魚雷対策用の曳航式デコイとしては、アメリカ製のファンフェア（T Mk.6）を国産化した曳航具3型が搭載された。

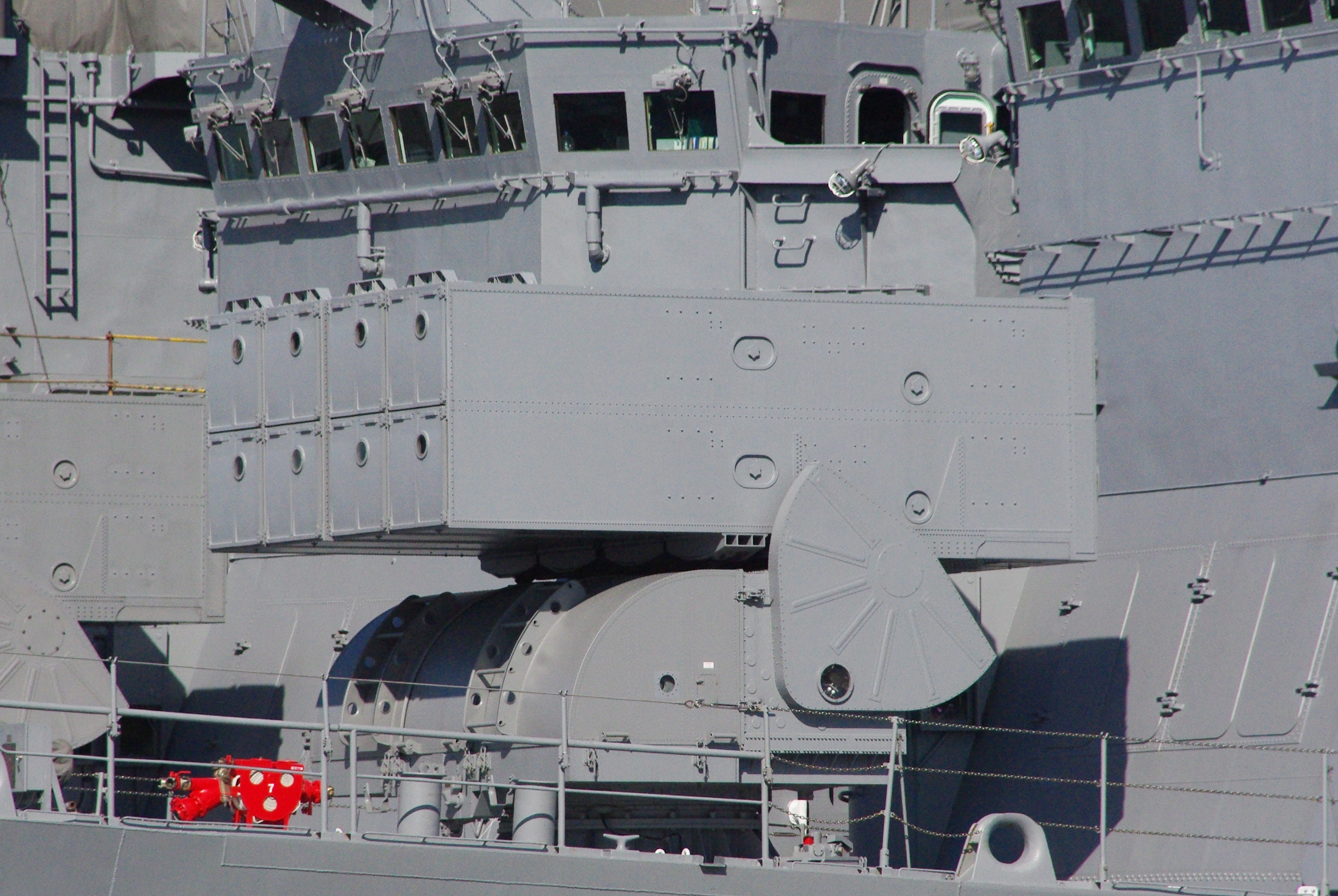
74式アスロックランチャー
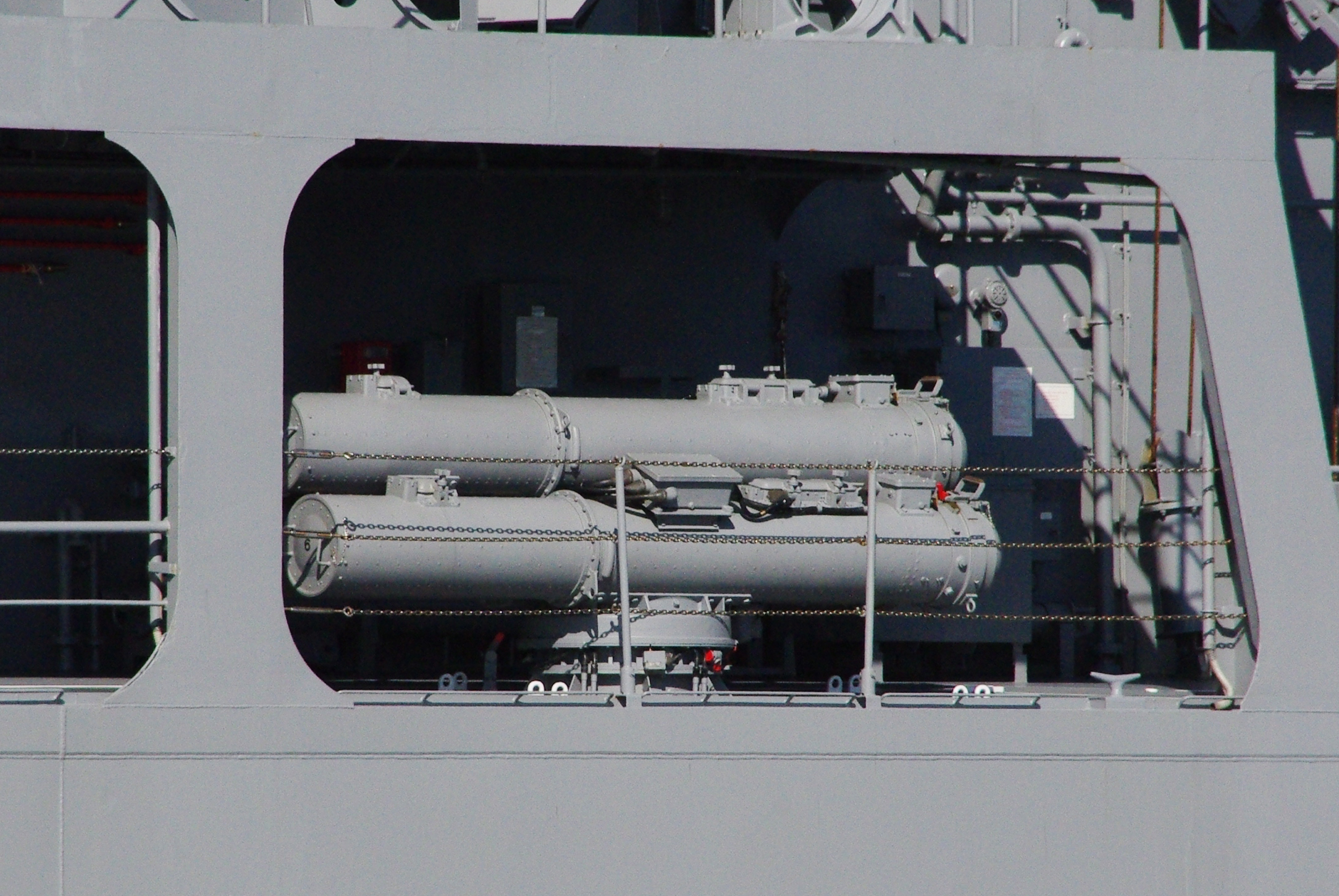
68式3連装短魚雷発射管

### 電子戦
当初より、電波探知装置（ESM）としてNOLR-6シリーズが搭載された。本型では、当初から電波妨害装置（ECM）との連接機能を付加したNOLR-6Bが搭載されていたが、実際に電波妨害装置が搭載されたのは54DD以降で、OLT-3が搭載された（それ以前の建造艦にも順次にバックフィットされた）。また54DDでは、電波探知装置も分析系と方探系の機能を分離したNOLR-6Cに更新された。
さらに対ミサイルのソフト・キル用として、OLR-9ミサイル警報装置（RWR）、Mk.36 mod.6 SRBOC（Mk.137 6連装デコイ発射機×2基）が全艦に後日装備された。

### 航空機
8艦8機体制をとる護衛隊群のワークホースとして考えたとき、本型のもっとも重要な装備と言えるのが、搭載する哨戒ヘリコプターである。搭載機種は、当初はHSS-2Bであったが、のちにSH-60Jに更新された。搭載機数は1機である。

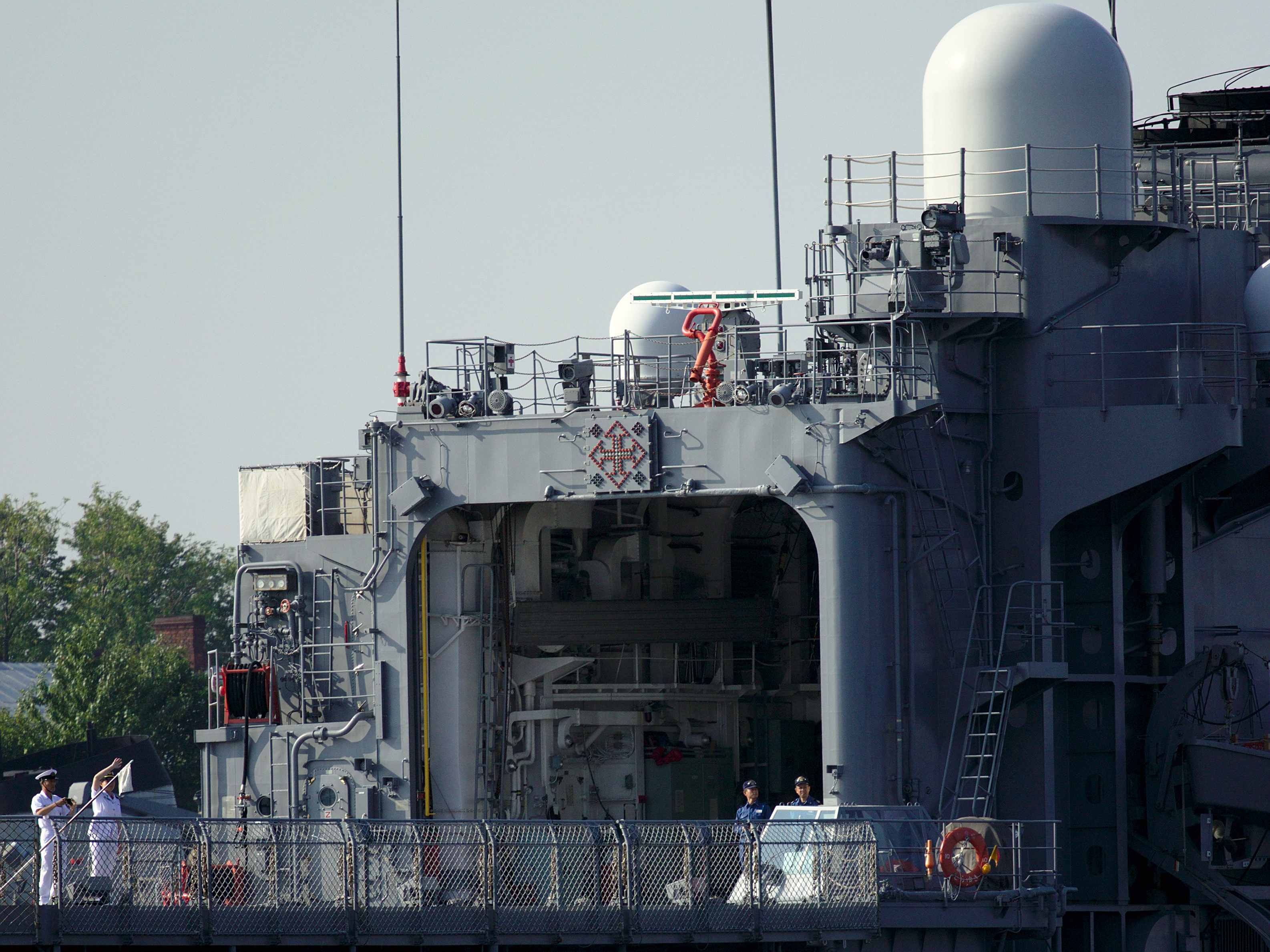
ヘリコプター格納庫

飛行甲板（ヘリコプター甲板）は上部構造物の後方の中部甲板に設定された。なおDDHでは上甲板が飛行甲板とされていたが、本型はDDHより小型であることから、波浪の打ち上げによるヘリコプター破損を避けるため01甲板に設置し、DDHと同程度の高さ（水線上6メートル）を確保した。HSS-2Bの発着のため、全長は25メートル、また幅は13.6メートル（ローター直径の80％）が確保されたほか、航空機の運用の安全性を確保するため、設計にあたっては、ヘリコプター甲板後方の一段低い艦尾甲板に装備されたシースパローIBPDMSのミサイル発射機には厳格な高さ制限が課せられ、その突出許容範囲はヘリコプター甲板後端から仰角5度以内とされた。
発着艦支援装置として、ヘリコプター甲板にはDDHと同じくベアトラップを設置した。またこれは、後に艦載ヘリコプターがSH-60Jに変更されたのにあわせてRAST-Jに換装されている。

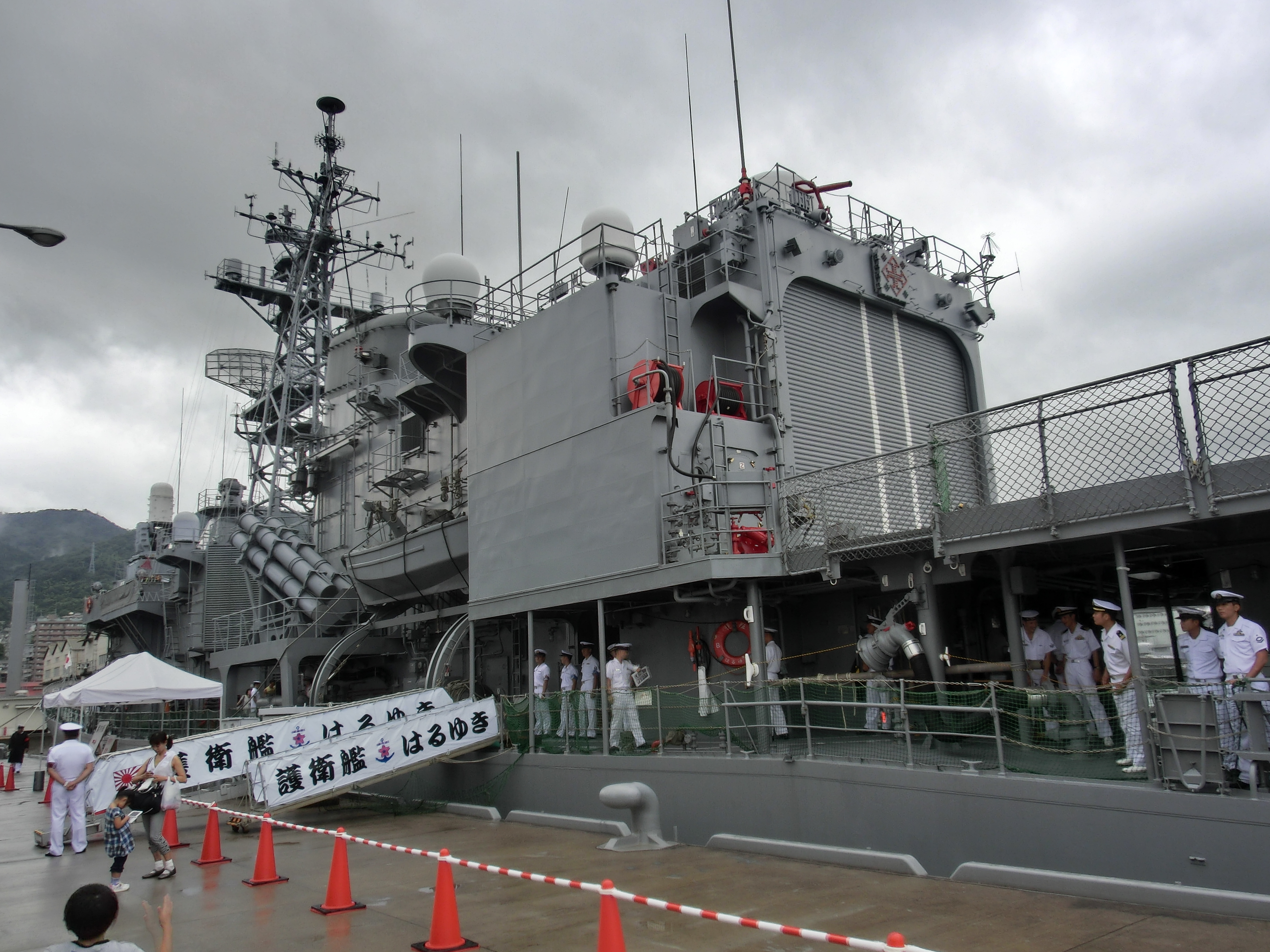
ヘリコプター格納庫 側面
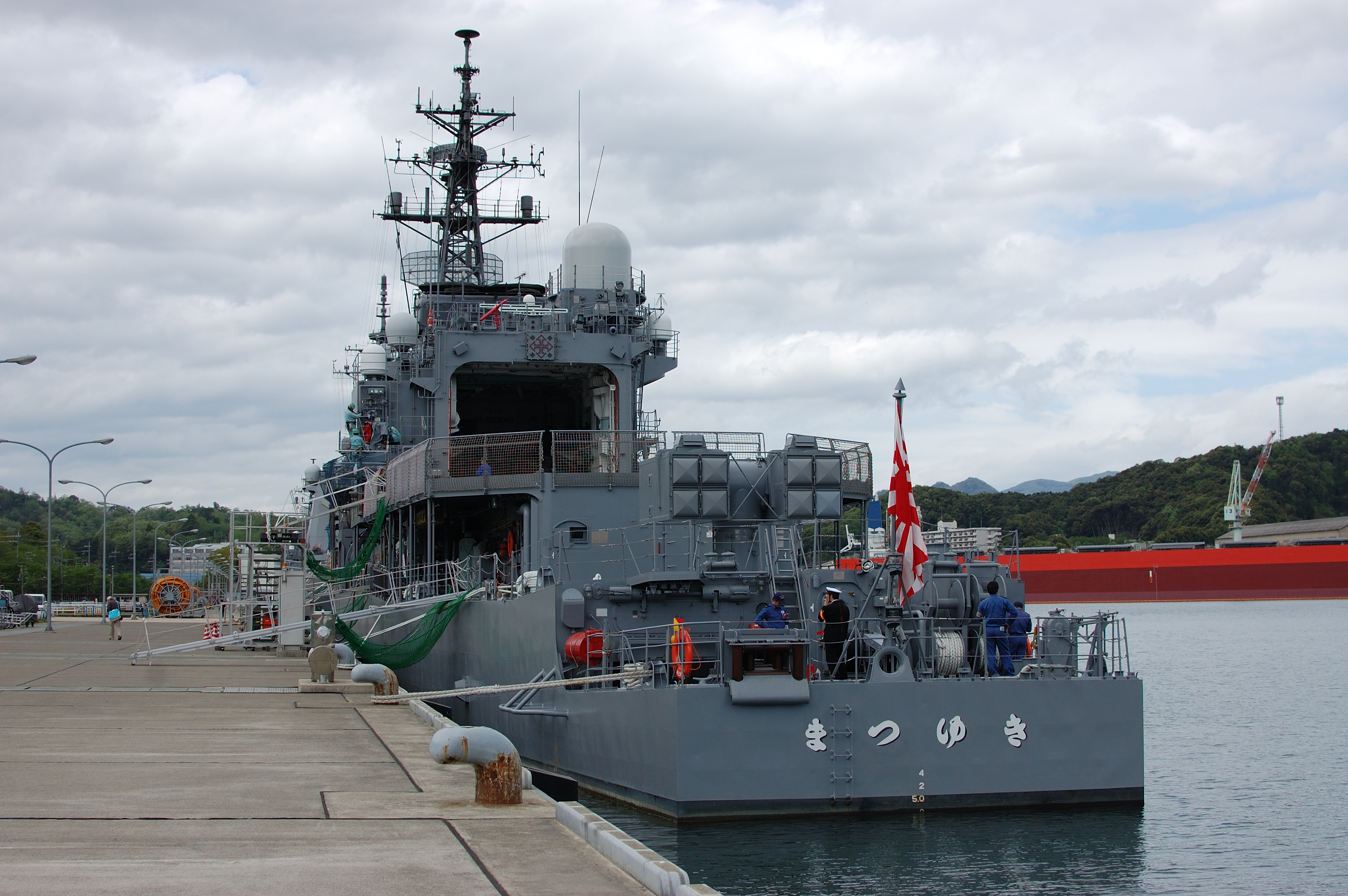
ヘリコプター格納庫と艦尾甲板

## 比較表
|          |            | あさひ型                                           | あきづき型                                         | たかなみ型                                         | むらさめ型                                        | あさぎり型                                        | はつゆき型                                        |
| -------- | ---------- | -------------------------------------------------- | -------------------------------------------------- | -------------------------------------------------- | ------------------------------------------------- | ------------------------------------------------- | ------------------------------------------------- |
| 世代     | 世代       | 第2世代                                            | 第2世代                                            | 第2世代                                            | 第2世代                                           | 第1世代                                           | 第1世代                                           |
| 船体     | 基準排水量 | 5,100 t                                            | 5,050 t                                            | 4,650 t                                            | 4,550 t                                           | 3,500 t                                           | 2,950 t                                           |
| 船体     | 満載排水量 | 6,800 t                                            | 6,800 t                                            | 6,300 t                                            | 6,100 t                                           | 4,900 t                                           | 4,000 t                                           |
| 船体     | 全長       | 151 m                                              | 150.5 m                                            | 151 m                                              | 151 m                                             | 137 m                                             | 130 m                                             |
| 船体     | 全幅       | 18.3 m                                             | 18.3 m                                             | 17.4 m                                             | 17.4 m                                            | 14.6 m                                            | 13.6 m                                            |
| 機関     | 方式       | COGLAG                                             | COGAG                                              | COGAG                                              | COGAG                                             | COGAG                                             | COGOG                                             |
| 機関     | 出力       | 62,500 ps                                          | 64,000 ps                                          | 60,000 ps                                          | 60,000 ps                                         | 54,000 ps                                         | 45,000 ps                                         |
| 機関     | 速力       | 30 kt                                              | 30 kt                                              | 30 kt                                              | 30 kt                                             | 30 kt                                             | 30 kt                                             |
| 兵装     | 砲熕       | 62口径5インチ砲×1基                                | 62口径5インチ砲×1基                                | 54口径127mm砲×1基                                  | 62口径76mm砲×1基                                  | 62口径76mm砲×1基                                  | 62口径76mm砲×1基                                  |
| 兵装     | 砲熕       | 高性能20mm機関砲×2基                               |                                                    |                                                    |                                                   |                                                   |                                                   |
| 兵装     | ミサイル   | Mk.41 VLS×32セル (ESSM / シースパロー, 07式 / VLA) | Mk.41 VLS×32セル (ESSM / シースパロー, 07式 / VLA) | Mk.41 VLS×32セル (ESSM / シースパロー, 07式 / VLA) | Mk.48 VLS×16セル (ESSM)                           | GMLS-3 / Mk.29 8連装発射機×1基 (シースパロー)     | GMLS-3 / Mk.29 8連装発射機×1基 (シースパロー)     |
| 兵装     | ミサイル   | Mk.41 VLS×32セル (ESSM / シースパロー, 07式 / VLA) | Mk.41 VLS×32セル (ESSM / シースパロー, 07式 / VLA) | Mk.41 VLS×32セル (ESSM / シースパロー, 07式 / VLA) | Mk.41 VLS×16セル (VLA)                            | 74式8連装発射機×1基 (アスロック)                  | 74式8連装発射機×1基 (アスロック)                  |
| 兵装     | ミサイル   | 90式4連装発射筒×2基                                | 90式4連装発射筒×2基                                | 90式4連装発射筒×2基                                | 90式4連装発射筒×2基                               | ハープーン4連装発射筒×2基                         | ハープーン4連装発射筒×2基                         |
| 兵装     | 水雷       | 3連装短魚雷発射管×2基 (12式 / 97式 / Mk46 / 73式)  | 3連装短魚雷発射管×2基 (12式 / 97式 / Mk46 / 73式)  | 3連装短魚雷発射管×2基 (12式 / 97式 / Mk46 / 73式)  | 3連装短魚雷発射管×2基 (12式 / 97式 / Mk46 / 73式) | 3連装短魚雷発射管×2基 (12式 / 97式 / Mk46 / 73式) | 3連装短魚雷発射管×2基 (12式 / 97式 / Mk46 / 73式) |
| 艦載機   | 艦載機     | SH-60K×1機                                         | SH-60J / K×1機                                     | SH-60J / K×1機                                     | SH-60J / K×1機                                    | SH-60J / K / HSS-2B×1機                           | SH-60J / HSS-2B×1機                               |
| 同型艦数 | 同型艦数   | 2隻                                                | 4隻                                                | 5隻                                                | 9隻                                               | 8隻                                               | 12隻（退役）                                      |

## 同型艦

### 一覧表
| 艦番号         | 艦名     | 建造                          | 起工                         | 進水                         | 竣工                         | 練習艦への 艦種変更         | 除籍                        | 最終所属                      |
| -------------- | -------- | ----------------------------- | ---------------------------- | ---------------------------- | ---------------------------- | --------------------------- | --------------------------- | ----------------------------- |
| DD-122         | はつゆき | 住友重機械 追浜造船所浦賀工場 | 1979年 （昭和54年） 3月14日  | 1980年 （昭和55年） 11月7日  | 1982年 （昭和57年） 3月23日  | -------                     | 2010年 （平成22年） 6月25日 | 護衛艦隊第11護衛隊 （横須賀） |
| DD-123 TV-3517 | しらゆき | 日立造船 舞鶴工場             | 1979年 （昭和54年） 12月3日  | 1981年 （昭和56年） 8月4日   | 1983年 （昭和58年） 2月8日   | 2011年 （平成23年） 3月16日 | 2016年 （平成28年） 4月27日 | 練習艦隊第1練習隊 （呉）      |
| DD-124         | みねゆき | 三菱重工業 長崎造船所         | 1981年 （昭和56年） 5月7日   | 1982年 （昭和57年） 10月19日 | 1984年 （昭和59年） 1月26日  | -------                     | 2013年 （平成25年） 3月7日  | 護衛艦隊第14護衛隊 （舞鶴）   |
| DD-125         | さわゆき | 石川島播磨重工業 東京第1工場  | 1981年 （昭和56年） 4月22日  | 1982年 （昭和57年） 6月21日  | 1984年 （昭和59年） 2月15日  | -------                     | 2013年 （平成25年） 4月1日  | 護衛艦隊第11護衛隊 （横須賀） |
| DD-126         | はまゆき | 三井造船 玉野事業所           | 1981年 （昭和56年） 2月4日   | 1982年 （昭和58年） 5月27日  | 1983年 （昭和58年） 11月18日 | -------                     | 2012年 （平成24年） 3月14日 | 護衛艦隊第14護衛隊 （舞鶴）   |
| DD-127         | いそゆき | 石川島播磨重工業 東京第1工場  | 1982年 （昭和57年） 1月23日  | 1983年 （昭和58年） 9月19日  | 1985年 （昭和60年） 1月23日  | -------                     | 2014年 （平成26年） 3月13日 | 護衛艦隊第13護衛隊 （佐世保） |
| DD-128         | はるゆき | 住友重機械 追浜造船所浦賀工場 | 1982年 （昭和57年） 3月11日  | 1983年 （昭和58年） 9月6日   | 1985年 （昭和60年） 3月14日  | -------                     | 2014年 （平成26年） 3月13日 | 護衛艦隊第13護衛隊 （佐世保） |
| DD-129 TV-3519 | やまゆき | 日立造船 舞鶴工場             | 1983年 （昭和58年） 2月25日  | 1984年 （昭和59年） 7月10日  | 1985年 （昭和60年） 12月3日  | 2016年 （平成28年） 4月27日 | 2020年 （令和2年） 3月19日  | 練習艦隊第1練習隊 （呉）      |
| DD-130         | まつゆき | 石川島播磨重工業 東京第1工場  | 1983年 （昭和58年） 4月7日   | 1984年 （昭和59年） 10月25日 | 1986年 （昭和61年） 3月19日  | -------                     | 2021年 （令和3年） 4月7日   | 護衛艦隊第14護衛隊 （舞鶴）   |
| DD-131 TV-3518 | せとゆき | 三井造船 玉野事業所           | 1984年 （昭和59年） 1月16日  | 1985年 （昭和60年） 7月3日   | 1986年 （昭和61年） 12月11日 | 2012年 （平成24年） 3月14日 | 2021年 （令和3年） 12月24日 | 練習艦隊第1練習隊 （呉）      |
| DD-132         | あさゆき | 住友重機械 追浜造船所浦賀工場 | 1983年 （昭和58年） 12月22日 | 1985年 （昭和60年） 10月16日 | 1987年 （昭和62年） 2月20日  | -------                     | 2020年 （令和2年） 11月16日 | 護衛艦隊第13護衛隊 （佐世保） |
| DD-133 TV-3513 | しまゆき | 三菱重工業 長崎造船所         | 1984年 （昭和59年） 5月8日   | 1986年 （昭和61年） 1月29日  | 1987年 （昭和62年） 2月7日   | 1999年 （平成11年） 3月18日 | 2021年 （令和3年） 3月19日  | 練習艦隊第1練習隊 （呉）      |

### 運用史
本型は昭和57年度までの5年間で12隻を建造し、また五六中業からは改良型の3,500トン型（あさぎり型; 58DD）に移行して、昭和61年度計画までに、両型あわせて20隻が整備された。これにより、8艦8機体制の4個護衛隊群の所要は充足され、護衛艦隊のワークホース（基準構成艦）の近代化は一段落したと判断されたことから、護衛艦の整備は地方隊向けに移行して、同年度より2,000トン型（あぶくま型; 61DE）の建造が開始されていた。
しかしDEの整備を継続した場合はその間はDDが建造されず、かつDDを艦齢いっぱい使用する場合は、52DDの代艦建造は25年後の2002年となる。周辺諸国海軍の近代化を考慮すると、これでは護衛隊群の任務遂行能力が相対的に大きく低下する懸念があった。このことから海上幕僚監部では、平成元年度でDEの建造を打ち切るかわりに新世代のDDの建造を再開し、これによって護衛隊群から押し出される本型を地方隊に配備することで、旧型DEの更新に充当する方針とした。当時、本型はまだ艦齢10年程度で、性能面でもまだ世界的にみて高いレベルにあり、また護衛隊群は新鋭DD、地方隊はDEと旧型DDという構図を崩すことにもなることから、本型の地方隊配備については、内局や政府部内からの反発も強かった。しかし護衛隊群の護衛艦の更新を継続し、質的な水準の確保をはかるためには必要な施策であることから、最終的には承認された。この方針に基づき、4,400トン型（むらさめ型; 03DD）や4,600トン型（たかなみ型; 10DD）の配備が進められるとともに、本型は地方隊に転属していった。
また海上自衛隊の艦艇が時代の趨勢と共にシステム艦化し、実習員などの教育と訓練もこれに適合したものが求められるようになったため、最終艦「しまゆき」は、就役から十数年という異例の早さで練習艦に艦種変更された。続いて「しらゆき」、「せとゆき」も練習艦とされ、「しらゆき」の除籍後には「やまゆき」が転用された。これらの4隻はしまゆき型練習艦と呼称された。
2008年3月の大改編に伴い、地方隊は護衛艦隊（司令部:横須賀）直轄所属の護衛隊となり、これとともに哨戒ヘリコプター搭載も復活した。これ以降、後期建造艦のうち3隻（「やまゆき」、「まつゆき」、「あさゆき」）については延命改修が施され、護衛隊および練習艦隊での運用期間が延長された。
尖閣諸島周辺海域における中国船による領海侵入等の問題の深刻化を受けて、くにがみ型巡視船の新造船が就役する2016年3月までの3年間、退役したはつゆき型を海上保安庁の巡視船として転用する計画が持ち上がった。これを受けて、2013年1月に海上保安官の担当者が「みねゆき」を視察するなどしていたが、同年6月14日に小野寺五典防衛大臣が転用計画は見送りとなったことを発表した。この理由については、ガスタービン主機の運用ノウハウが海上保安庁になく、燃費も悪く、求められる燃料も上質の軽油が必要であり、さらにはあらゆる機器や艤装品に至るまでのインターフェイスや規格が全く異なること、運用に必要な人員数が格段に多いことなどの問題点を踏まえ、予算状況や実用性の観点からも採用見送りとなったようである。
2018年から2019年にかけて5,000トン型（あさひ型; 25DD）が就役した時点で、次級のあさぎり型はすべて護衛隊群から直轄護衛隊に移動した。それに伴い玉突きによる除籍が進み、2021年4月7日をもって最後の護衛艦籍である「まつゆき」が除籍。2021年12月24日、練習艦籍にあった「せとゆき」が除籍され、はつゆき型はすべて除籍された。

## 登場作品

### 映画
『空母いぶき』
「はつゆき｣「しらゆき」が登場。ただし艦型（外見）はあさぎり型の後期型となっているほか、「しらゆき」は艦番号が124になっている（実際の「しらゆき」は艦番号123であり、124は「みねゆき」である）。
『ゴジラシリーズ』
平成ゴジラシリーズでは、はつゆき型を模した護衛艦がよく登場する（護衛艦のミニチュアには、兵装の種類や配置などにアレンジが加えられているものもある）。
『ゴジラvsビオランテ』
「はつゆき」が登場。はるな型護衛艦「ひえい」とともに浦賀水道沖でゴジラと交戦するが、熱線を受けて爆発炎上してしまう。はつゆき型の日本映画初登場であり、護衛艦がゴジラを攻撃する場面が描かれるのも初めてとなる。
『ゴジラvsモスラ』
「はるゆき」と架空艦「DD-134 もりゆき」が登場。日本に向けて太平洋上を進む幼虫モスラの迎撃に出撃するが、「もりゆき」がモスラの体当たりによって撃沈される。
『ゴジラvsスペースゴジラ』
「しらゆき」が登場。鹿児島湾沖に出現したゴジラを迎撃する。自衛隊では無く国連Gフォースの所属であり、煙突にGフォースのマーキングがある。
『ゴジラvsデストロイア』
「しらゆき」が登場。沖縄沖に出現したゴジラを追跡する。所属はGフォースではなく海上自衛隊である。
『ゴジラ×メカゴジラ』
「はつゆき」が登場。太平洋上にてゴジラの捜索を行っており、東京湾へ向かうゴジラを探知する。
『ゴジラ×モスラ×メカゴジラ 東京SOS』
「さわゆき」が登場。横須賀基地に停泊しており、その前でレポーターがゴジラについて報道する。

### アニメ・漫画
『大怪獣激闘 ガメラ対バルゴン COMIC VERSION』
「はつゆき」が登場。海上を漂流する主人公を救助する。
『レイドオントーキョー』
「しまゆき」が登場。ソ連海軍太平洋艦隊の演習の監視任務を行っていたが、対艦ミサイルが直撃し、撃沈されてしまう。

### 小説
『ASEAN連合艦隊』
中国の膨張政策への対抗策として、除籍したはつゆき型を在日米軍横須賀海軍施設で準システム艦と呼べるまで改装した後、フィリピン、ベトナム、インドネシアへ3隻ずつ貸与される。
『大逆転！ミッドウェー海戦』
「さわゆき」が登場。「環太平洋合同演習」（リムパック）へ参加するためにミッドウェー島沖を航行中、アメリカのタイムトラベル実験に巻き込まれ、同じくリムパック演習に参加することになっていた護衛艦7隻の内の3隻とともに、ミッドウェー海戦勃発直前の同沖にタイムスリップするが、タイムスリップ直後にポーパス級潜水艦「ターポン」から魚雷攻撃を受け、撃沈されてしまう。
『ニセコ要塞1986』
IBM軍所属艦として「はつゆき」「しらゆき」が登場。中盤にて、石狩湾に上陸侵攻を目論むスミノフ軍機動部隊を阻止すべく、IBM遊撃打撃艦隊に参加するも、「はつゆき」が撃沈されてしまう。
『日本北朝鮮戦争』
「はまゆき」「まつゆき」「せとゆき」「はるゆき」が登場。
「はまゆき」と「まつゆき」は、難民船対処のため出撃するが難民船に紛れていた工作船からの機関砲・迫撃砲・ロケットランチャー・魚雷攻撃を受け、「はまゆき」は小破、「まつゆき」は中破してしまう。しかし、その後に応援に駆け付けたAH-64DとF-15Jとともに62口径76mm速射砲・高性能20mm機関砲を使用して全ての工作船を撃沈し、北朝鮮からノドンIIが発射された際も迎撃するために出撃し、迎撃用のSM-3を発射する。
「せとゆき」と「はるゆき」は、終盤に北朝鮮海軍に対して実施された一斉攻撃の戦果確認を行い、その際、北朝鮮海軍からの流れ弾を受けて「はるゆき」が小破してしまう。

### ゲーム
『怪獣王ゴジラ』
ステージ1『ゴジラVSモスラ』の序盤に「ハツユキ」名義で登場。同形艦が多数登場するが全て「ハツユキ」扱いである。
『Wargame Red Dragon』
NATO陣営で使用可能な駆逐艦として「はつゆき」が登場する。

### その他
『SAVIOR OF SONG』プロモーション・ビデオ（ミュージック・ビデオ）
ナノの「SAVIOR OF SONG」（アニメ『蒼き鋼のアルペジオ -アルス・ノヴァ-』のオープニングテーマ）のPVに「せとゆき」が登場。同艦の甲板でPV撮影が行われた。
『奇跡体験!アンビリバボー』
「海の武士道」で、「はつゆき」「さわゆき」が再現ドラマ撮影に協力する。